# 陈嘴镇
陈咀镇是中国天津市武清区下辖的一个镇。

## 行政区划
陈咀镇下辖陈咀村、渔一村、渔二村、渔三村、渔四村、东肖庄村、庞庄村、艾一村、艾二村、艾三村、李场村、小王村村、杨庄村、大王村村。